# Љублинско-дмитровска линија
Љублинско-дмитровска линија (рус. Люблинско-Дмитровская)(у 1995-2007 - Љублинска линија) московског метроа је отворена 28. децембра 1995. Дуга 43,9 км, има 26 станица и линијом саобраћа 8 композиција метроа. Дужина вожње износи 68 минута.
Постала је прва линија која је у потпуности отворена након распада Совјетског Савеза, иако је изградња почела касних 1980-их. На дијаграмима је то означено светло зеленом (светло зеленом) бојом и бројем 10.